# Nation Centre
Nation Centre é uma casa de shows em Washington, Estados Unidos.
O Centro foi anfitrião de centenas de bandas e shows individuais, desde David Bowie até Race Against the Machine. Em 1996, o local sediou a Warped Tour marcando a única vez que o evento anual foi realizado dentro de casa.  Ele estava originalmente programado para ser realizada no Merriweather Post Pavilion. O local também realizou o "Superbowl de Hardcore", um concerto de dia inteiro com muitas bandas de hardcore e bandas punks.